# Stefano Patron
Stefano Patron (Venezia, 11 giugno 1999) è un ginnasta italiano, campione italiano assoluto al cavallo con maniglie nel 2017 e membro della Squadra Nazionale Italiana di Ginnastica Artistica.
La sua specialità sono le parallele pari, attrezzo in cui ha presentato un nuovo movimento nel codice dei punteggi durante la gara di Coppa del Mondo a Szombathely (HUN) nel 2024.

## Biografia
Nato e cresciuto a Venezia, si avvicina alla ginnastica artistica all’età di 5 anni presso la storica società veneta Spes Mestre.
Allenato dall’olimpionico Gianmatteo Centazzo, nel 2014 inizia la sua carriera nella Squadra Nazionale Italiana.

## Carriera junior

### 2014: gli esordi
Nel 2014 partecipa alla sua prima esperienza internazionale con la maglia della nazionale italiana. Insieme a Luca Garza, Davide Sborchia, Davide Porta e Lorenzo D’Anna, viene convocato al Torneo Under 16 a Wallisellen (Svizzera), dove la squadra vince l’argento subito dietro i padroni di casa svizzeri.

### 2015: Campionati Italiani, Serie B, Incontri Internazionali, EYOF
Nel 2015 partecipa ai Campionati Italiani di Categoria Juniores, laureandosi campione regionale veneto, campione interregionale e campione italiano.
Viene quindi convocato alla sua seconda esperienza con la squadra nazionale italiana giovanile, l’International Junior Team Cup di marzo a Berlino (Germania). Nella prima giornata la squadra di Stefano si piazza ad un soffio dal podio dopo Giappone, Francia e Russia; mentre nel concorso individuale Stefano ottiene il quinto posto. Nelle finali ad attrezzo del giorno successivo, Stefano conquista l’oro a sbarra e il bronzo a corpo libero.
Nel Campionato Italiano a squadre di Serie B, Stefano e i suoi compagni di squadra Nicolò Mozzato e Filippo Castellaro si laureano campioni regionali e si qualificano alla finale nazionale di maggio a Torino. È qui che salgono sul secondo gradino del podio e la Spes Mestre guadagna la promozione in serie A dopo ben 25 anni di assenza della società veneta dal campionato di massima serie.
A giugno viene convocato nuovamente nella squadra italiana junior alla Copa Internacional Juvenil de Gimnasia Artistica in Messico (Cuernavaca, Morelos) insieme a Nicolò Mozzato, Filippo Castellaro e Federico Pozzato. La squadra si piazza sul gradino più alto del podio, mentre a livello individuale Stefano ottiene l’oro nel concorso individuale, agli anelli e alle parallele pari.
Nel mese di luglio viene convocato per l’appuntamento più prestigioso dell’anno: gli EYOF (Festival olimpico della gioventù europea). Insieme ai compagni Lorenzo Galli e Luca Garza, vince una storica medaglia d’argento nel concorso a squadre dietro la Gran Bretagna e davanti alla Russia. Nelle finali di specialità, Stefano è il più giovane a qualificarsi nella finale al cavallo con maniglie, dove ottiene un ottimo sesto posto con il punteggio di 13,600.
Il 2015 termina con l’ennesimo successo internazionale con la maglia azzurra nel bilaterale Italia-Germania di novembre a Torino, gara in cui Stefano conquista l’oro sia nel concorso individuale sia nel concorso a squadre.

### 2016: Campionati Italiani, Serie A2, Incontri Internazionali, Campionati Europei
Il 2016 inizia con il Campionato Italiano a Squadre di Serie A2, nel quale Stefano e i suoi storici compagni di club Nicolò Mozzato e Filippo Castellaro sbaragliano la concorrenza. La neo-promossa Spes Mestre vince tutte e quattro le tappe del campionato (Rimini, Ancona, Roma, Torino) e ottiene la promozione al campionato di Serie A1 2017.
Dopo le ottime prestazioni nel campionato di Serie A2 anche dal punto di vista individuale (Stefano si piazza sempre tra le prime posizioni del concorso generale virtuale), viene convocato all’incontro internazionale Italia-Israele a Civitavecchia in preparazione dei Campionati d’Europa, l’appuntamento più importante dell’anno. Anche qui Stefano sostiene una gara impeccabile e vince l’oro nel concorso individuale con il punteggio di 80,750. Inoltre, con la sua squadra si piazza sul primo gradino del podio anche nel concorso a squadre.
A maggio Stefano ottiene la convocazione per rappresentare l’Italia ai Campionati Europei di Berna. Insieme a lui, nella squadra vengono convocati anche i suoi due compagni spessini Nicolò Mozzato e Filippo Castellaro. Infine, a completare la formazione italiana sono Lorenzo Galli e Luca Garza. Qualche imprecisione di troppo per gli azzurri costringe la squadra italiana al sesto posto dietro la Germania.
A novembre partecipa alla manifestazione federale del Grand Prix di Ginnastica a Verona, per poi essere nuovamente convocato al bilaterale annuale Italia-Germania ad Altendiez (Germania). Anche quest’anno Stefano vince l’oro sia nel concorso individuale sia in quello a squadre.
A dicembre, malgrado Stefano sia ancora nella categoria junior, viene convocato alla sua prima esperienza con la squadra nazionale senior: l’incontro internazionale Italia-Grecia a Torino. La squadra italiana vince l’incontro e Stefano, il più giovane della competizione, chiude ai piedi del podio nel concorso individuale.
Il pienissimo calendario 2016 si conclude in bellezza con i Campionati Italiani di Categoria Juniores a Mortara, dove Stefano difende il titolo acquisito nel 2015 e conquista ancora l’oro nazionale individuale.

## Carriera senior

### 2017: Serie A1, Campionati Italiani Assoluti, Campionati Europei
Nel 2017, al suo esordio nella categoria senior, Stefano viene subito convocato come ginnasta più giovane del team ai Campionati Europei di Cluj-Napoca (Romania). Gareggia nel concorso generale e sfiora la finale individuale.
Dopo la storica scalata dalla Serie B alla Serie A1 con i suoi compagni di club Nicolò Mozzato e Filippo Castellaro, la Spes Mestre esordisce nel campionato italiano a squadre di massima serie vincendo l’oro e diventando così Campione d’Italia per la prima volta nella storia della storica società veneta.
A settembre partecipa per la prima volta ai Campionati Italiani Assoluti a Perugia e vince l'oro al cavallo con maniglie.

### 2019: Universiadi, Coppa del Mondo
Nel 2019 è membro della squadra italiana alla XXX Universiade Estiva a Napoli e partecipa alla Coppa del Mondo di specialità a Cottbus (Germania).

### 2021: Campionati Italiani Assoluti, Campionati Europei
Nel 2021 partecipa al Campionato Europeo Senior individuale a Basilea (Svizzera) e si qualifica nella finale del Concorso Generale Individuale.
A luglio gareggia ai Campionati Italiani Assoluti a Napoli e si laurea Vice Campione Italiano Assoluto nel Concorso Generale Individuale, qualificandosi in tutte le finali di specialità.

## Televisione
Nel 2015 partecipa ad uno spot pubblicitario della Safilo Group per il lancio della tecnologia Optyl, un nuovo materiale plastico le cui caratteristiche innovative sono associate alle qualità del ginnasta.
Nel 2021 partecipa allo spot pubblicitario di Lifully, una nuova app per il miglioramento del benessere fisico e mentale attraverso esercizi di respirazione. Il video è incentrato sull’importanza della respirazione in svariati contesti, tra cui quello sportivo.

## Vita privata
Nel 2023 si laurea in Ingegneria Gestionale con la votazione di 110/110 e lode presso l’Università telematica internazionale Uninettuno, presentando come tesi di laurea un progetto sperimentale orientato alla ginnastica artistica intitolato “Development of a software for the management of complexity in artistic gymnastics”. L’università decide di intervistarlo e di pubblicare la discussione di laurea del progetto nella sezione “Le migliori tesi di laurea” del proprio sito web.